# Maytenus curtisii
Espèce
Synonymes
- Gymnosporia curtisii King[2]

Statut de conservation UICN

 VU B1+2c : Vulnérable
Maytenus curtisii est une espèce de plantes du genre Maytenus de la famille des Celastraceae.